# Clint Robinson (baloncestista)
Clint O'Brian Robinson (n. Montego Bay, Jamaica; 26 de septiembre de 1994) más conocido como Clint Robinson es un baloncestista profesional jamaicano. Con una estatura de 2,03 metros de altura que desempeña en la posición de ala-pívot, pudiendo hacerlo también como pívot. Actualmente se encuentra desempeñando su función en Oberá Tenis Club de la Liga Nacional de Básquet.

## Trayectoria deportiva
Robinson es un ala-pívot nacido en Montego Bay que realizaría su etapa de formación en Estados Unidos en State Fair College (2014-2016) y más tarde en la Universidad de Illinois-Chicago, donde jugó para los UIC Flames en la Division I de la NCAA. En su temporada de graduación (2017/18) promedió 4.3 puntos y 4 rebotes. 
Tras no ser drafteado en 2018, debutaría como profesional en Portugal en las filas del Esgueira Basket de la Liga Portuguesa de Basquetebol, donde promedió un doble-doble en puntos y rebotes, 11.5 y 10.9, respectivamente. Además, jugó 33.1 minutos por partido, con 1.6 tapones y 19.2 de valoración por encuentro.
Al acabar la temporada en Portugal, se marcharía a Canadá para jugar la liga de verano en Fraser Valley Bandits.
El 3 de agosto de 2019, firma por el Real Murcia Baloncesto de la LEB Plata por una temporada. En las filas del club murciano se consolida como uno de los pilares del equipo entrenado por Rafael Monclova, siendo MVP durante alguna jornadas de la liga LEB Plata, posicionando al club murciano en primera posición del "Grupo Este" antes del parón del coronavirus en marzo de 2020, lo que a la postre supondría el ascenso a la Liga LEB Oro, promediando 11,8 puntos por partido y 5,9 rebotes por encuentro.
En julio de 2020, es renovado por el conjunto murciano para jugar en Liga LEB Oro durante la temporada 2020-21. Disputó 29 partidos (siendo titular en todos ellos) en los que promedió 10.1 puntos y 6.1 rebotes.
El 8 de julio de 2021, se une al equipo de Oberá Tenis Club en la Liga Nacional de Básquet.